# El póker de la muerte
El póker de la muerte es un filme estadounidense dirigido en 1968 por Henry Hathaway y protagonizado por Dean Martin, Robert Mitchum, Inger Stevens y Roddy McDowall que adapta la novela homónima de Ray Gaulden.

## Argumento
En 1880, en un salón de una ciudad de Colorado, durante una partida de póquer se descubre que uno de los jugadores, un forastero, hace trampas, por lo que sus contrincantes, indignados, lo ahorcan.
Un tiempo después, todas las personas que tomaron parte en esa partida de cartas van siendo asesinadas una por una.

## Reparto
- Dean Martin: Van Morgan
- Robert Mitchum: Jonathan Rudd
- Inger Stevens: Lily Langford
- Roddy McDowall: Nick Evers
- John Anderson: Marshall Al Dana
- Katherine Justice: Nora Evers
- Ruth Springford: Mamá Malone
- Yaphet Kotto: Pequeño George
- Denver Pyle: Sig Evers

## Otros créditos
- Color: Technicolor
- Sonido: Harold Lewis
- Diseño de producción: Walter H. Tyler
- Asistente de dirección: Fred Gammon
- Decorados: Ray Moyer
- Diseño de vestuario: Leah Rhodes
- Maquillaje: Adelbert Acevedo y Del Acevedo
- Peluquería: Carol Meikle